# جواز سفر قبرص الشمالية
يصدر جواز سفر قبرصي شمالي لمواطني قبرص الشمالية، جواز السفر صالح في عدد قليل من البلدان فقط في العالم بسبب الاعتراف الدولي المحدود بشمال قبرص. جواز السفر القبرصي الشمالي صالح في أنغيلا، باكستان، تنزانيا، تركيا، أستراليا، المملكة المتحدة والولايات المتحدة. يصدر جواز السفر التركي للقبارصة الأتراك.

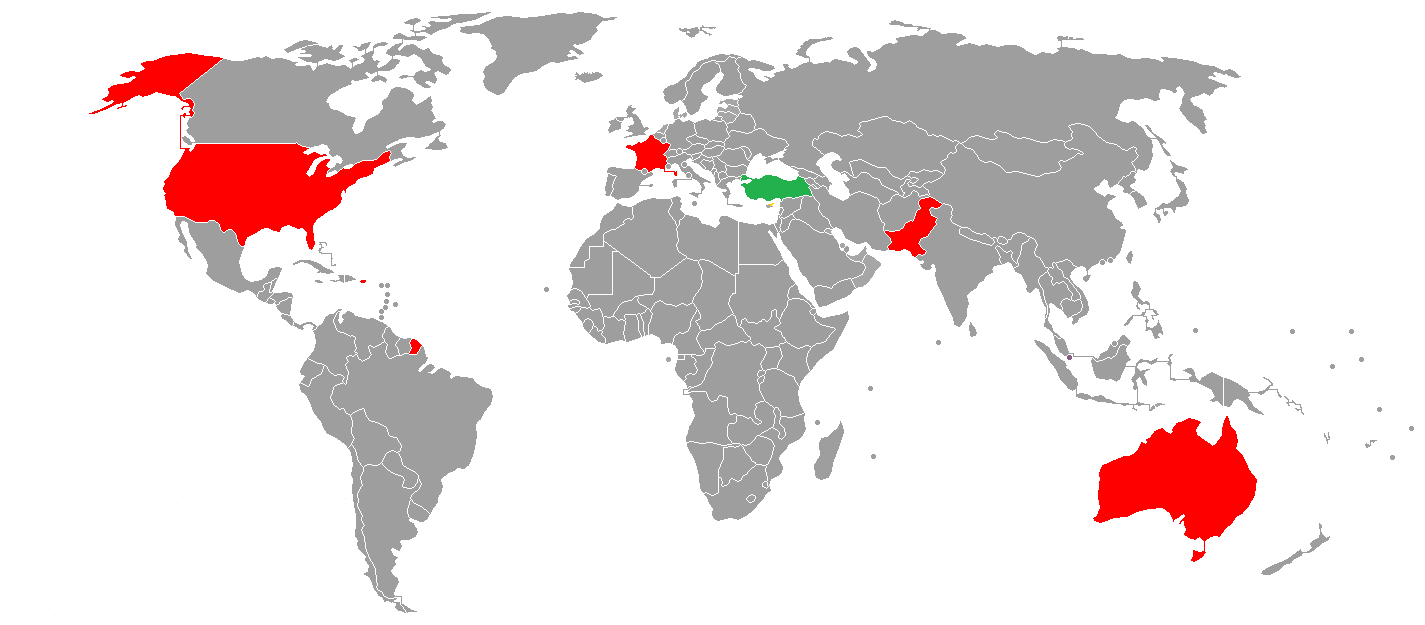
البلدان والأقاليم التي لا تفرض تأشيرة أو تطلب تأشيرة دخول عند الوصول للجهة، لحاملي جوازات السفر القبرصية الشمالية العادية.

حتى عام 1994 كان دخول حامل جواز سفر جمهورية قبرص الشمالية إلى المملكة المتحدة أسهل من حامل جواز السفر التركي. دفع العديد من الأكراد والمعارضين السياسيين الآخرين أسعارًا باهظة للحصول على جواز سفر جمهورية قبرص الشمالية لدخول المملكة المتحدة بدون تأشيرة وطلب اللجوء.